# Virginia Slims of Dallas 1988
Il Virginia Slims of Dallas 1988 è stato un torneo di tennis giocato sul cemento. È stata la 18ª edizione del torneo, che fa parte della categoria Tier III nell'ambito del WTA Tour 1988. Si è giocato a Dallas negli USA dall'8 al 14 febbraio 1988.

## Campionesse

### Singolare
Martina Navrátilová ha battuto in finale  Pam Shriver con il punteggio di 6–0, 6–3

### Doppio
Lori McNeil /  Eva Pfaff hanno battuto in finale  Gigi Fernández /  Zina Garrison con il punteggio di 2–6, 6–4, 7–5